# الأحد

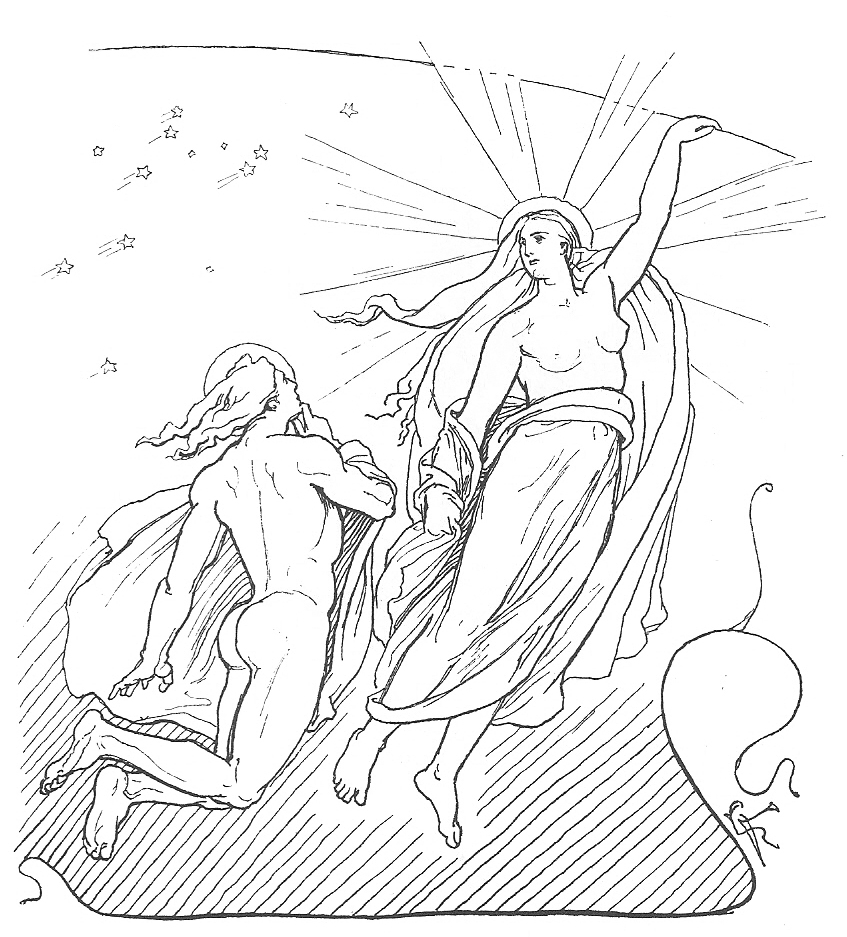

الأَحَد لغويًا مشتق من رقم واحد في اللغة العربية، كما كان يسمى قبل الإسلام أول. وهو ما يعني أنه أول أيام الأسبوع، وهو في بعض البلدان الإسلامية ثاني أيام الأسبوع، ويسبقه السبت ويليه يوم الأثنين. ويعد في دول الغرب آخر أيام الأسبوع، وذلك لأنه يتم خلاله إقامة الصلوات في الكنائس الكاثوليكية للمسيحيين. ويعد الأحد أول أيام الأسبوع عند اليهود وبعض طوائف الدين المسيحي، ذلك أن يوم السبت هو اليوم المقدس وآخر الأسبوع لديهم. تقام الصلوات يوم الأحد بصلاة جماعية أسبوعية خاصة وفيها يجتمع المصلون في الكنائس وتتم الصلاة بشكل جماعي، أضحى يوم الأحد يوم عبادة في المسيحية بسبب حدوث قيامة يسوع في يوم الأحد وفقًا للمعتقدات المسيحية.
كلمة الأحد في اللغة اللاتينية تعني يوم الشمس ويُطْلِق عليه الفرنسيون ديمنش، والأسبان دومينقو، والإيطاليون دومونيكا. وتأتي هذه الأسماء الثلاثة من الكلمة اللاتينية دايس دومنيكا التي تعني يوم الرب. خلال القرن الرابع الميلادي أقرت الحكومة والكنيسة رسميًا يوم الأحد يومًا للراحة في أوروبا. واليوم يعدّ يوم الأحد عطلة في جميع الدول المسيحية، وفي كثير من التقاليد المسيحية يوم الأحد هو السبت المسيحي، الذي حلّ محل السبت اليهودي. تختلف العادات المرتبطة بيوم الأحد في العالم المسيحي لكن غالبًا ما ترتبط بحضور القداس في الكنيسة والاجتماعات العائلية وتناول وجبة يوم الأحد ويوم راحة، وتُقام خلال اليوم الصلوت في الكنائس المسيحية. الغالبية العظمى من الطوائف المسيحية بإستثناء بعض المجتمعات البروتستانتية في أوروبا الشمالية والولايات المتحدة لا تتقيّد بالحظر التام الموجود في السبت اليهودي.
تغلق معظم المكاتب الحكومية يومي السبت والأحد في الولايات المتحدة وكندا. وتبث العديد من شبكات التلفزيون الأمريكية، البريطانية والأسترالية العديد من البرامج الدينية والاجتماعية الخاصة بيوم الأحد، إلى جانب بث المسلسلات الدرامية التلفزيونية. في بعض الدول البروتستانتية تقليديًا مثل هولندا وأيرلندا الشمالية يحظر اقامة مباريات كرة القدم في يوم الأحد، بالمقابل تقام ألعاب الدوري الممتاز ومباريات كرة القدم والبطولات عادةً في أيام الأحد في بعض الدول البروتستانتية تقليديًا مثل الولايات المتحدة والمملكة المتحدة.